# Creaciones Editoriales
Creaciones Editoriales fue una agencia de distribución de cómic e ilustraciones, fundada en los años cuarenta del siglo pasado y propiedad de Editorial Bruguera. Del mismo que otras agencias de la época, como Bardon Art o Selecciones Ilustradas, se encargaba de proporcionar encargos del extranjero a los dibujantes españoles. Les pagaba muy bien (para los estándares de la época), aunque no respetaba los derechos de autor y ni siquiera su firma, además de no devolverles los originales. Entre sus directores, destacaron José Bielsa y Francisco Ortega.

## Trayectoria
Creaciones Editoriales fue fundada por Conti en los años cuarenta, pero adquirida a finales de esa década por Francisco Bruguera, quien cedió un 25% a Rafael González.
Tenía sus principales clientes en Inglaterra y los países escandinavos, pasando de exportar tiras mudas a recibir guiones extranjeros a los que buscaba dibujantes.
Para ella trabajaron, entre otros, Bosch Penalva, Juliana Buch, Purita Campos, Comos, Angeles Felices, Justo Jimeno, Raf o Trini Tinturé, Rafael Losada, Joaquín Blazquez, Alfonso Font, Ricardo Ferrandiz, Ariza, José Mª Via, Lluis Casamitjana, Jefe del Estudio Durante los años 60 -70.